# Concours international de guitare classique Michele-Pittaluga
Le concours international Michele-Pittaluga est une compétition de guitare classique se déroulant une fois par an à Alexandrie (Alessandria), au Piémont, en Italie. C'est l'un des plus prestigieux après le GFA et le « Francisco Tárrega » de Benicàssim. Ce concours existe depuis 1968.

## Lauréats
- 2017 : Marko Topchii (en) (Ukraine)
- 2016 : Non attribué.
- 2015 : Rovshan Mamedkuliev (Russie)
- 2014 : Eren Sualp (Turquie)
- 2013 : Emanuele Buono (Italie)
- 2012 : Lazhar Cherouana (France)
- 2011 : Cecilio Perera (Mexique)
- 2010 : Anabel Montesinos (Espagne)
- 2009 : Andras Csàki (Hongrie)
- 2008 : Irina Kulikova (Russie)
- 2007 : Petrit Ceku (Croatie)
- 2006 : Artyom Dervoed (Russie)
- 2005 : Marlon Titre (Hollande)
- 2004 : Adriano Del Sal (Italie)
- 2003 : Flavio Sala (Italie)
- 2002 : Pas de premier prix
- 2001 : Marcin Dylla (Pologne)
- 2000 : Goran Krivokapic (Serbie)
- 1999 : Marco Tamayo (Cuba)
- 1998 : Gaëlle Solal (France)
- 1997 : Lorenzo Micheli (Italie)
- 1996 : Francisco L. Sanchez Bernier (Espagne)
- 1995 : Filomena Moretti (Italie)
- 1994 : Federico Briasco (Italie)
- 1993 : Daisuke Suzuki (Japon)
- 1992 : Edoardo Catemario (Italie)
- 1991 : George Vassiliev (Bulgarie)
- 1990 : Non attribué.
- 1989 : Remi Boucher (Canada)
- 1988 : Fábio Zanon (Brésil)
- 1987 : Arturo Tallini (Italie)
- 1986 : Giuseppe Carrer (Italie)
- 1985 : Elena Papandreou (Grèce)
- 1984 : Rafael Jimenez Rojas (Mexique)
- 1983 : Francesco Moccia (Italie)
- 1982 : Non attribué
- 1981 : Leonardo De Angelis (Italie)
- 1980 : Non attribué
- 1979 : Jurgen Schöllman (Allemagne)
- 1978 : Stefano Grondona (Italie)
- 1977 : Kazuhito Yamashita (Japon)
- 1976 : Asamu Yamaguchi (Japon)
- 1975 : Non attribué
- 1974 : Grice Cherryl Lesley (Angleterre)
- 1973 : Non attribué
- 1972 : Walter Feybli (Suisse)
- 1971 : Guillermo Fierens (Argentine)
- 1970 : Non attribué
- 1969 : Betho Davezac (Uruguay)
- 1968 : Première édition. Non attribué.